# Der Niederlausitzer
Der Niederlausitzer war ein privates Verkehrsunternehmen, das sowohl im öffentlichen Personennahverkehr (ÖPNV) als auch in der Tourismusbranche tätig ist. Neben Charterfahrten und Reiseangeboten wurden durch das Unternehmen einzelne Regionalbuslinien bereitgestellt.
Der Niederlausitzer gliederte sich in die Standorte Schipkau und Sonnewalde.

## Geschichte
Das Unternehmen wurde 1948 als Fuhrunternehmen gegründet, zunächst nur mit einem Kohlengenerator-LKW, im Jahr 1950 kaufte das Unternehmen noch einen Acht-Tonner-LKW hinzu. Auf Grund der hohen Nachfrage an Beförderungsmitteln in der Region wurde 1954 der LKW-Betrieb wieder eingestellt und man begann mit dem Omnibusbetrieb. Die bereits vorhandenen LKW wurden dazu für die Personenbeförderung umgerüstet, im Jahr 1955 wurde ein Reisebus aus dem Hause Fleischer in Betrieb genommen, denen folgten drei Ikarus 55 und ein Ikarus-Luxus-Reisebus.
Seit 1970 betreibt das Unternehmen auch einen Reifenservice und eine PKW-Waschanlage.
In den siebziger und achtziger Jahren erhöhte sich die Anzahl der Busse von fünf auf zwölf. Mit der Wende in den Jahren 1989/90 expandierte sich das Unternehmen erneut, die Mitarbeiterzahlen erhöhten sich bis auf das Vierfache, die Firma Pietzsch kaufte Niederflurbusse sowie zahlreiche Reise- und Kleinbusse hinzu. Neben einem modernen Reiseunternehmen ist Der Niederlausitzer heute vor allem ein Partnerunternehmen im Verkehrsverbund Berlin-Brandenburg (VBB), welches im Wesentlichen den Stadtverkehr in Lauchhammer und einige regionale Linien im Landkreis Oberspreewald-Lausitz bereitstellt.
Der Busunternehmer Günther Pietzsch, Ehrenbürger der Gemeinde Schipkau, verstarb am 20. Oktober 2010 im Alter von 85 Jahren.
Das Amtsgericht Cottbus hat am 8. November 2010 zur Sicherung des Nachlasses die vorläufige Insolvenzverwaltung angeordnet. Der Insolvenzverwalter, Rechtsanwalt Christoph Junker aus Dresden, führte den Geschäftsbetrieb des Busunternehmens in Eigenregie fort und verhandelte mit potenziellen Kaufinteressenten, um die Zukunft des Unternehmens und die Arbeitsplätze zu sichern.
Am 7. Februar 2011 unterzeichneten Christoph Junker und die K & K Touristik GmbH aus Sonnewalde eine Vereinbarung zur Übernahme eines Teiles der Betriebs- und Geschäftsausstattung und des Fuhrparks
einschließlich des Namens „Der Niederlausitzer“.
K & K Touristik GmbH, als neuer Eigentümer des früheren Reisedienstes Günther Pietzsch „Der Niederlausitzer“, eröffnete am 1. März 2011 ein Reisebüro in Schipkau. Das Familienunternehmen aus Sonnewalde bietet seit 1989 Tagesfahrten sowie Mehrtagesfahrten zu Zielen in Europa an. Mit dem Erwerb des Bustouristikbereiches aus dem Nachlass von Günther Pietzsch konnte das eigene touristische Angebot erweitert und Arbeitsplätze in Schipkau gesichert werden. Klaus Prietzel, der Bürgermeister von Schipkau, überbrachte anlässlich der Neueröffnung Glückwünsche der Gemeinde.
Das Unternehmen wurde am 10. Oktober 2022 aufgelöst.